# Liverpool FC
Liverpool Football Club is een Engelse voetbalclub uit Liverpool, opgericht op 15 maart 1892. Het team speelt haar thuiswedstrijden op Anfield en is eigendom van het Amerikaanse Fenway Sports Group. Gezien gewonnen prijzen in binnen- en buitenland behoort Liverpool tot de Europese en wereldtop van het clubvoetbal.

## Geschiedenis
De club moet niet worden verward met de in 1857 opgerichte rugbyclub Liverpool Football Club, die na een fusie verder ging als Liverpool St. Helens Football Club. Deze club heeft niets te maken met de later opgerichte voetbalclub Liverpool.

### Oorsprong
De geschiedenis van Liverpool Football Club begint opmerkelijk genoeg met de latere rivaal Everton Football Club. In het jaar 1878 werd die club opgericht en zes jaar later verhuisde zij naar Anfield, dat eigendom was van clubvoorzitter John Houlding. Nadat Houlding de grond wilde verkopen aan de club, maar die liever een langdurige huurovereenkomst wilde sluiten, besloot Everton te verhuizen naar een locatie vlak bij wat later uitgroeide tot Goodison Park. Hierop besloot Houlding zelf een voetbalclub op te richten die de naam Liverpool Football Club aannam en op 15 maart 1892 het levenslicht zag.
Houlding meldde de club aan voor de First Division. De Football League wees de club echter af, waarna zij ging deelnemen aan de Lancashire League. Op 1 september 1892 speelde Liverpool haar eerste wedstrijd in de clubgeschiedenis tegen Rotherham Town. Deze wedstrijd werd met 7-1 gewonnen. De eerste goal van Liverpool werd gemaakt door Malcolm McVean. Deze wedstrijd is ook de eerste, waarin een Engelse club speelde met alleen maar buitenlanders op het veld. Het team bestond volledig uit voetballers van Schotse komaf. Manager John McKenna had deze spelers gerekruteerd tijdens een scoutings reis naar het land. De eerste wedstrijd in de Lancashire League werd gespeeld tegen Higher Walton. Onder toeziend oog van 200 toeschouwers werd er met 8-0 gewonnen. John Smith maakte de eerste officiële goal voor de club. Naarmate het seizoen vorderde nam het aantal toeschouwers toe.
Het eerste seizoen ging de boeken in als een succesvol seizoen, want Liverpool sloot het af als kampioen van de Lancashire League. Het had een beter doelsaldo waardoor het Blackpool achter zich liet. Daarnaast wisten ze beslag te leggen op de Liverpool District Cup door van Everton te winnen. Als gevolg van dit succes besloot Liverpool zich opnieuw aan te melden bij de English Football League. Ditmaal werden ze wel toegelaten, voornamelijk vanwege het uittreden van Accrington en Bootle uit de Second Division. In 1894 veranderden de clubkleuren van Liverpool van een blauw-wit geblokt shirt met witte broek naar een rood shirt met witte broek.
De eerste wedstrijd in de Football League werd gespeeld tegen Middlesbrough Ironopolis op 2 september 1893. McVean tekende opnieuw voor de eerste goal in de met 2-0 gewonnen wedstrijd. Dat debuutseizoen bleef Liverpool ongeslagen en promoveerde met 22 overwinningen uit 28 wedstrijden naar de First Division. Omdat een kampioenschap destijds nog geen automatische promotie betekende moest er nog een knock-outfase overleefd worden. Hierin schakelde het Newton Heath uit, later bekend als Manchester United, waardoor Liverpool kon promoveren. Het verblijf in de First Division bleef beperkt tot een seizoen, want in dezelfde knock-outfase een jaar later werd het ditmaal uitgeschakeld door Bury.
In het seizoen dat volgde, 1895/96, werd opnieuw promotie behaald. Ditmaal wist men in de knock-outfase te winnen van Small Heath, later bekend als Manchester City, en West Bromwich Albion, waardoor de club terug mocht keren naar het hoogste niveau. Een nieuwe mijlpaal volgde een seizoen later toen Liverpool voor het eerst in de clubgeschiedenis doordrong tot de halve finale van de FA Cup. Hierin werd zij in twee wedstrijden uitgeschakeld door Aston Villa. Na het behalen van de promotie werd Tom Watson, die drie keer kampioen werd met Sunderland, aangesteld als hoofdtrainer van Liverpool.

#### Tom Watson (1896–1915)
Gedurende de volgende twee seizoenen wist Liverpool haar plaats in de First Division te behouden door als vijfde en negende te eindigen. De prestaties werden in 1898/99 verder verbeterd waarin de club zelfs aanspraak maakte op de landstitel. Op de laatste speeldag van het seizoen had Liverpool voldoende aan een gelijkspel tegen concurrent Aston Villa, maar die wedstrijd werd met 5-0 verloren waardoor Liverpool als runner-up eindigde. Dat seizoen behaalde Liverpool wederom de halve finale van de FA Cup, maar hierin werd het uitgeschakeld door Sheffield United.
In 1901 werd Liverpool voor het eerst landskampioen van Engeland. Aanvoerder Alex Raisbeck, die in 1898 was overgekomen van het Schotse Hibernian, speelde een belangrijke rol in het succes van de ploeg van Watson. Ook Sam Raybould, die was overgekomen van New Brighton Tower, was van waarde voor de ploeg en groeide later uit tot een van de clubtopscorers met 128 doelpunten in 226 wedstrijden. Hoewel het in februari 1901 er nog niet naar uit zag dat Liverpool zich dat seizoen tot kampioen zou kronen, wist de club met negen overwinningen en drie gelijke spelen in de weken die volgden alsnog de prijs te pakken. De twee seizoenen erna waren met een elfde en vijfde plaats minder succesvol. In 1903/04 degradeerde de club zelfs naar de Second Division, om een jaar later alweer terug te keren op het hoogste niveau. In 1906 werd Liverpool de eerste club die achtereenvolgens de Second Division en First Division wist te winnen. In de FA Cup reikte het dat jaar opnieuw tot de halve finale, waarin buurman Everton met 2-0 te sterk was. In hetzelfde jaar werd het stadion aan de zuidkant uitgebreid. Deze tribune werd door de fanatieke aanhang The Spionkop genoemd, vanwege een veldslag in Zuid-Afrika tussen de Britten en de Boeren. Als eerbetoon aan mensen uit Liverpool, die meevochten in deze oorlog werd de tribune genoemd naar een heuvel in Zuid-Afrika, waar een bloedige strijd werd gevochten en waar veel Engelsen sneuvelden.
Na het behalen van haar tweede kampioenschap volgde een aantal seizoenen in de middenmoot van de First Division. In 1910 eindigde de club nog wel als tweede achter kampioen Aston Villa, maar na het vertrek van aanvoerder Raisbeck na afloop van dat seizoen hobbelde de prestaties achteruit. In 1914 volgde een kleine opleving toen Liverpool voor het eerst aantrad in de finale van de FA Cup. Deze wedstrijd werd met 0-1 verloren van Burnley. Een jaar later was Liverpool betrokken bij een van de eerste schandalen in het voetbal. De club werd omgekocht om te verliezen van Manchester United en vier spelers werden geschorst. Deze schorsingen werden vier jaar later opgeheven door The Football Association als dank voor hun inzet tijdens de Eerste Wereldoorlog.
Drie weken nadat succestrainer Tom Watson zijn thuisstad Newcastle had bezocht om zijn 56e verjaardag te vieren werd hij ziek. Op 6 mei 1915 overleed hij aan de gevolgen van een longontsteking. Gedurende de Eerste Wereldoorlog werd de reguliere competitie stilgelegd, waardoor Liverpool deelnam aan de lokale Lancashire Section. Hierin wist het enkele malen een deel van de competitie, die in tweeën was opgebroken, te winnen.

### Interbellum
Toen de reguliere competitie in 1919 weer werd hervat had David Ashworth de taken van Watson overgenomen. Onder zijn leiding eindige Liverpool dat seizoen als vierde. Een jaar later evenaarde het team deze prestatie om vervolgens in 1922 weer beslag te leggen op het landskampioenschap. Hoewel ze slechts drie van hun laatste zes wedstrijden wisten te winnen zorgde een 4-1 overwinning op West Bromwich Albion ervoor dat de titel alsnog werd behaald.
Ashworth verliet de club halverwege het seizoen 1922/23 om hoofdtrainer van Oldham Athletic te worden, omdat hij dichterbij zijn gezin wilde zijn. Voormalig Liverpool-speler Matt McQueen volgde hem op. Aanvankelijk was zijn aanstelling voor een tijdelijke periode, maar nadat hij de landstitel wist te prolongeren mocht McQueen aanblijven. Het doel was om ook een derde landstitel op rij te behalen, maar dat seizoen kwam de club niet verder dan de twaalfde plaats op de ranglijst. Daarna werd nog een vierde plaats behaald, maar dit bleef tot na de Tweede Wereldoorlog Liverpools beste prestatie sinds de opeenvolgende kampioenschappen. Ook onder McQueen's opvolger George Patterson verbeterde de resultaten van de club niet. De resultaten bleven wisselvallig, bijvoorbeeld in september 1930 toen er met 7-0 werd verloren van West Ham United en slechts negen dagen later Bolton Wanderers met 7-2 werd verslagen op Anfield. In 1934 ontliep Liverpool ternauwernood degradatie van het hoogste niveau. Doordat Liverpool continu in de lagere regionen van de competitie eindigde raakte ze steeds meer belangrijke spelers kwijt. Zo maakte aanvaller Gordon Hodgson, die 233 doelpunten maakte in 358 competitiewedstrijden, in 1936 de overstap naar Aston Villa. Het seizoen na zijn vertrek eindigde Liverpool als negentiende.

#### George Kay (1936–1951)
In juni 1936 werd George Kay de nieuwe trainer van The Reds. Hij kwam over van Southampton. Het dienstverband van Kay bij Liverpool ging aanvankelijk slecht van start, met vijf nederlagen en vier gelijke spelen in de eerste twaalf wedstrijden. Langzaam aan werden de resultaten beter, maar het eerste seizoen onder zijn leiding eindigde het team op de achttiende plaats, waardoor het degradatie net ontliep. In het seizoen 1937/38 ging het al beter met de ploeg van Kay ondanks een 6-1 nederlaag op Stamford Bridge tegen Chelsea. Liverpool eindigde dat seizoen in de middenmoot. Ook een seizoen later kwam het niet verder dan een eindklassering in de middenmoot. Berry Nieuwenhuys, Willie Fagan en Phil Taylor maakten dat seizoen alle drie 14 goals en werden daardoor gezamenlijk topscorer van de First Division.
Voor het nieuwe seizoen nam Kay de jonge verdediger Bob Paisley over van Bishop Auckland. Ook werd Billy Liddell naar de club gehaald, maar al snel moest Liverpool dat jaar stoppen met voetballen vanwege de Tweede Wereldoorlog. Toen de wedstrijden tijdens de oorlog werden hervat werd dit in regionale in plaats van in landelijke competities gedaan. Vele voetballers moesten dienen in het leger en traden tijdens dienstjaren aan als gastspelers voor andere clubs.
Na de Tweede Wereldoorlog kwam Kay op het idee om een reis door de Verenigde Staten en Canada te maken met zijn team. Tijdens het trainingskamp speelde Liverpool tien wedstrijden in minder dan een maand tijd en daardoor stond de ploeg met een veel betere conditie aan de start van het nieuwe voetbalseizoen 1946/47. Ook het beschikbare voedsel, die in het Verenigd Koninkrijk beperkter was naar aanleiding van de oorlog, droeg bij aan de fitheid en kracht van de spelers.
De eerste officiële wedstrijd na de hervatting werd op Anfield gespeeld tegen Middlesbrough en ging met 1-0 verloren onder toeziend oog van 34.140 toeschouwers. Het seizoen begon dan ook wisselvallig voor Liverpool met vier overwinningen en drie nederlagen, waaronder een 7-4 overwinning op Chelsea, maar ook een 5-0 nederlaag tegen Manchester United. In februari en maart maakte de club een betere periode door en mede dankzij een reeks van zeven opeenvolgende overwinningen werd de club kampioen. Het was een zeer succesvol seizoen voor Liverpool, want verder werden ook de Lancashire Senior Cup, Lancashire County Combination Championship Cup en de Liverpool Senior Cup gewonnen. In de FA Cup haalde de club de halve finale, waar het verloor van Burnley. Het kampioenschap werd pas behaald in de laatste wedstrijd van het seizoen. Liverpool moest winnen van koploper Wolverhampton Wanderers en ook andere uitslagen moesten in het voordeel van Liverpool zijn. Liverpool deed wat het moest doen en had het geluk dat andere clubs dat ook deden en daarom werd de club voor de vijfde keer kampioen van Engeland.
Liverpool slaagde er niet in dit succes een vervolg te geven gedurende de volgende twee seizoen, waarin het als elfde en twaalfde eindigde in de First Division. Ook in 1949/50 lukte het de club niet een succes te behalen, ondanks dat het halverwege het seizoen aan kop ging. Na de jaarwisseling sloegen de resultaten namelijk om en eindigden ze als achtste. In 1950 werd nog wel voor het eerst in 36 jaar de FA Cup-finale bereikt. Deze wedstrijd, gespeeld op Wembley, werd met 2-0 verloren van Arsenal. Na de deelname aan de FA Cup-finale namen de prestaties van de ploeg snel af en legde Kay in januari 1951 zijn taken als trainer van Liverpool neer. Hij werd opgevolgd door Don Welsh.

### Moeilijke jaren
Don Welsh, die zelf nog voor Liverpool speelde, trof een selectie aan waarbij de jaren begonnen te tellen. Zijn eerste seizoen verliep niet erg succesvol, zo werden ze al in de derde ronde van de FA Cup uitgeschakeld door Norwich City wat destijds uitkwam in de Third Division. Een jaar later keken 61.905 supporters toe hoe Liverpool van Wolverhampton Wanderers won in de vierde ronde van de FA Cup. Tot op heden het hoogste aantal toeschouwers ooit op Anfield. De competitieresultaten van de ploeg verbeterde niet onder leiding van Welsh wat in 1954 zelfs leidde tot degradatie naar de Second Division. Het was voor het eerst in 50 jaar dat Liverpool niet meer op het hoogste niveau zou spelen.
Haar eerste seizoen op het tweede niveau kwamen The Reds niet verder dan de elfde plaats. Tijdens dat seizoen werd tevens de grootste nederlaag in de clubhistorie geleden, een 9-1 verlies tegen Birmingham City. Hoewel Liverpool in het seizoen dat volgde als derde eindigde was het niet voldoende voor Welsh om zijn baan te behouden. Hij werd opgevolgd door een voormalig aanvoerder van de club, Phil Taylor. 

Don Welsh heeft eerder zelf nog voor Liverpool gespeeld. Hij heeft ook de FA Cup gewonnen met Charlton. Helaas voor Welsh trof hij een selectie aan die oud begon te worden. Hij haalde wel een aantal nieuwe spelers zoals Alan A'Court, maar kon toch niet voorkomen dat de club voor het eerst in vijftig jaar degradeerde uit de hoogste divisie. In 1956 promoveerde de club bijna meteen weer terug, maar toch werd Welsh ontslagen. Hij is de eerste manager van Liverpool die ontslagen werd en werd vervangen door oud-speler Phil Taylor. Taylor legde onder andere Ronnie Moran, Alan A'Court en Jimmy Melia vast, die later uit zouden groeien tot vaste waardes van de selectie. Hoewel zijn dienstverband niet direct leidde tot de gehoopte resultaten, namelijk promotie naar de First Division, besloot het bestuur wel achter de trainer te blijven staan. Uiteindelijk kwam er in november 1959 een einde aan Taylor zijn dienstverband als hoofdtrainer van de club. Huddersfield Town-trainer Bill Shankly volgde Taylor op.

### Gloriejaren

#### Bill Shankly (1959–1974)

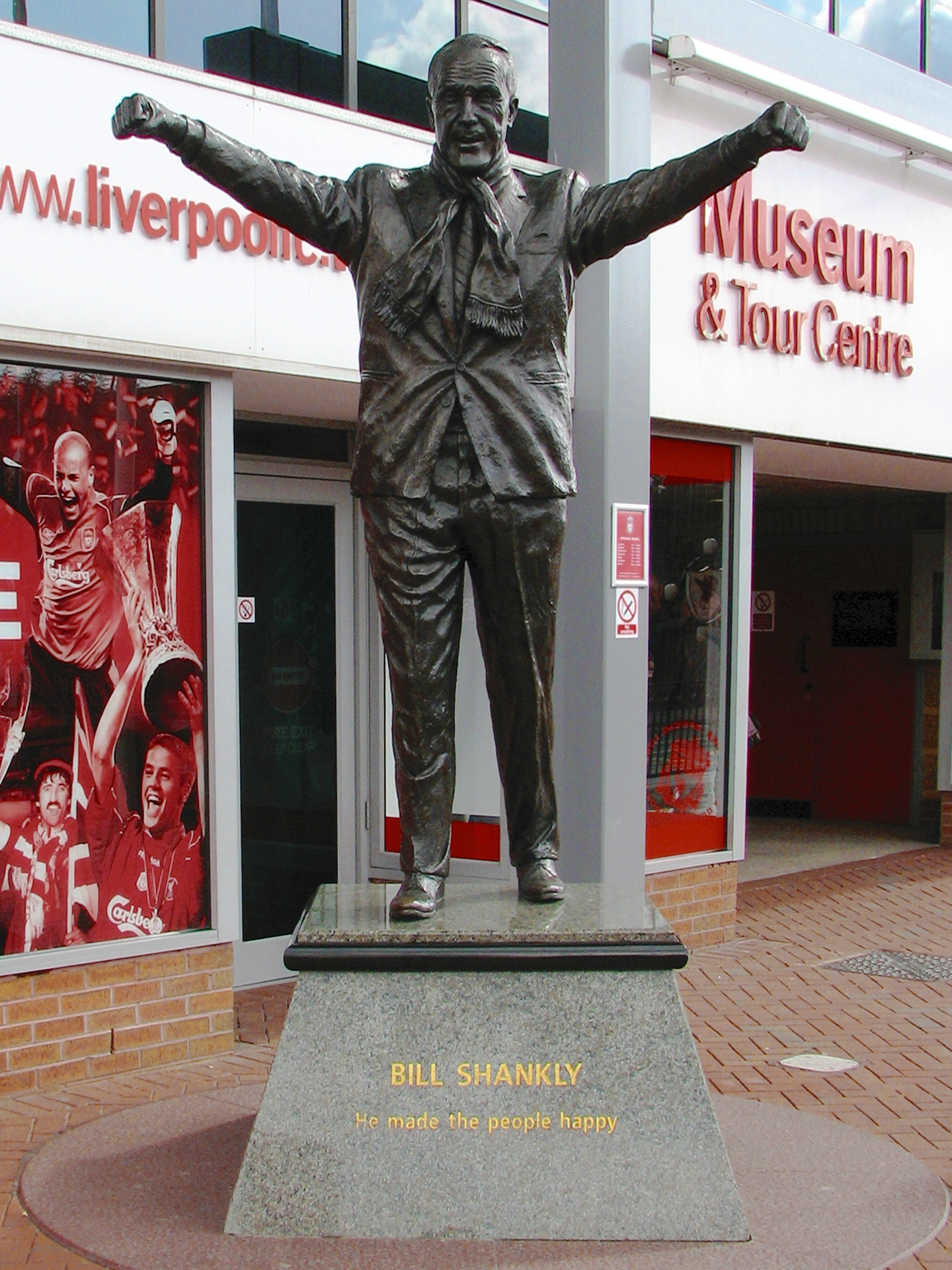
Beeld van Shankly voor Anfield

Shankly trad in december 1959 aan als manager van Liverpool en liet tijdens zijn debuutseizoen verschillende spelers debuteren, waaronder Ian Callaghan en Roger Hunt. Callaghan is tot op heden de speler met de meeste wedstrijden op zijn naam voor Liverpool, terwijl Hunt tot op heden de clubtopscorer in de nationale competitie is.
Ondanks hun inbreng werd de aanstelling van Shankly niet direct een succes. Zo eindigde de club als derde in de competitie, waardoor promotie was uitgesloten. In de tussentijd had Shankly een duidelijk beeld geschetst van wat de club en het team nodig had en besloot daarom om van 24 spelers afscheid te nemen. Ondanks een reeks van veertien wedstrijden op rij waarin Liverpool ongeslagen bleef lukte het de club opnieuw niet om te promoveren. In aanloop naar het nieuwe seizoen haalde Shankly Ian St. John en Ron Yeates naar de club. Zij hielpen Liverpool in 1962 aan de titel in de Second Division. Na een afwezigheid van acht seizoenen keerde het hiermee terug op het hoogste niveau.
Bij haar terugkeer op het hoogste niveau reikte het team tot de achtste plaats op de eindranglijst en tot de halve finale van de FA Cup, waarin het met 1-0 verloor van Leicester City. Liverpool begon het nieuwe seizoen, 1963/64, met een reeks slechte resultaten. Zo behaalde het slechts negen punten in de eerste negen wedstrijden van het seizoen. Een 2-1 overwinning op Everton gaf het startsein voor de opmars van het team. Het was de eerste overwinning op de lokale rivaal sinds 1950. Doordat Liverpool in de volgende dertig wedstrijden van dat seizoen 47 punten wist te behalen legde het beslag op haar zesde landstitel. Door het succes nam het gemiddelde aantal toeschouwers toe tot meer dan 50.000. Het was gedurende deze tijd dat de fans duidelijker aanwezig waren en het nummer You'll Never Walk Alone adopteerde als lijflied.
Door de landstitel mocht Liverpool voor het eerst in haar bestaan deelnemen aan Europees voetbal in de Europacup I van 1964/65. Het was in dit toernooi dat Shankly besloot dat de spelers in een volledig rood tenue moest aantreden tegen Anderlecht om intimiderender over te komen op de tegenstander. Uiteindelijk bereikte Liverpool in dit toernooi de halve finale, waarin het werd uitgeschakeld door Inter Milan. Haar Europese vorm wist Liverpool ook in de strijd om de FA Cup vast te houden, waardoor het weer eens de finale bereikte. Ditmaal trof het Leeds United. Nadat de reguliere speeltijd in 0-0 was geëindigd wist Liverpool in de verlenging wel te scoren en de wedstrijd met 2-1 te winnen, waardoor de club de eerste FA Cup ooit won. In de competitie kwam het team niet verder dan de zevende plaats en kon daardoor de titel niet prolongeren.
In 1966 bereikte Liverpool voor het eerst een Europese finale. In de strijd om de UEFA Cup Winners' Cup was Borussia Dortmund uiteindelijk met 2-1 te sterk. Het verdedigen van de FA Cup eindigde al in de derde ronde na een nederlaag tegen Chelsea. Het gebrek aan succes in de bekercompetities was geen afspiegeling van de prestaties in de competitie, waarin Liverpool zich opnieuw kroonde tot kampioen van Engeland.
De volgende seizoenen verliepen teleurstellend voor de club uit Liverpool. Zo werd het in 1966/67 uitgeschakeld door Ajax in de strijd om de Europacup I en kwam het niet verder dan de vijfde plaats in de First Division. Gedurende dit seizoen werd de latere aanvoerder Emlyn Hughes voor 65.000 pond overgenomen van Blackpool. Hoewel de club in september, oktober en november 1967 aan de leiding ging had deelname aan verschillende bekertoernooien een negatieve invloed op verdere prestaties in de competitie. Hierdoor eindigde het als derde, achter kampioen Manchester City. Ook het volgende seizoen was er een andere ploeg sterker dan Liverpool, ditmaal eindigde The Reds namelijk als tweede achter Leeds United. Inmiddels was Shankly genoodzaakt zijn elftal te vernieuwen doordat lang dienende spelers op leeftijd begonnen te raken.

#### Transitiejaren
Het seizoen 1969/70 was het begin van een transitieperiode voor Liverpool. Zo maakte Hunt, St. John en Yeates voor het laatst hun opwachting in het shirt van de club. Ondanks de overgangsperiode zette Liverpool wel een goede seizoensstart neer, waarin het in de eerste tien wedstrijden ongeslagen bleef. Echter werd de vorm niet vastgehouden en eindigde het team dat seizoen op de vijfde plaats.
Gedurende het seizoen 1970/71 begon het nieuwe team van Shankly meer vorm aan te nemen. Met spelers als Ray Clemence, Steve Heighway, Alec Lindsay en Larry Lloyd werd er een nieuwe kern opgebouwd. John Toshack kwam over van Cardiff City om de reeds vertrokken Roger Hunt op te volgen. Ondanks dat Liverpool in de competitie opnieuw niet verder kwam dan de vijfde plaats behaalde het wel wat succes in de bekercompetitie, al werden deze niet gewonnen. Zo was Arsenal in de finale van de FA Cup met 2-1 te sterk voor het team van Shankly. Vlak voor de finale had Shankly nog Kevin Keegan vastgelegd, die slechts 12 minuten nodig had om zijn eerste doelpunt voor Liverpool te maken. Met Keegan in het elftal wist Liverpool bijna opnieuw kampioen te worden, maar ze boekte op de slotdag niet het benodigde resultaat.
In 1973 werd Liverpool uiteindelijk weer kampioen en won de club ook haar eerste Europese beker, de UEFA Cup. Nadat Liverpool de eerste wedstrijd met 3-0 had gewonnen, kwam tegenstander Borussia Mönchengladbach in de terugwedstrijd terug door een 2-0 overwinning, maar dit was niet genoeg om Liverpool van de beker af te houden. Zo werd Liverpool het eerste Engelse team dat in een seizoen zowel de competitie als een Europese prijs wist te winnen.
Het daaropvolgende seizoen was Leeds United weer eens sterker dan Liverpool, waardoor The Reds als tweede eindigde in de First Division. Hoewel Liverpool dus geen nieuw succes kende in de reguliere competitie werd er wel beslag gelegd op de FA Cup. In de finale was het elftal van Shankly namelijk met 3-0 te sterk voor Newcastle United. Niet lang na deze wedstrijd schokte Shankly de voetbalwereld door aan te kondigen dat hij zou stoppen als manager van de club. Veel spelers en fans probeerden hem nog over te halen om van gedachten te veranderen, maar dit behaalde niet het gewenste resultaat. Hij stopte ermee en werd opgevolgd door zijn assistent Bob Paisley.

#### Bob Paisley (1974–1983)
Zijn debuutseizoen ging goed van start met zes overwinningen in de competitie en een recordoverwinning in de UEFA Cup Winners' Cup (11-0) tegen het Noorse Strømsgodset. Desalniettemin werd Liverpool later uitgeschakeld door het Hongaarse Ferencváros. Ook in de FA Cup en League Cup werd de ploeg vroegtijdig uitgeschakeld. In de First Division eindigde Liverpool als nummer twee. Gedurende het seizoen haalde Paisley met Phil Neal, Terry McDermott en Jimmy Case spelers in huis die uit zouden groeien tot steunpilaren van het elftal in de jaren die volgde.
In de tweede helft van het seizoen 1975/76 verbeterde de resultaten van Liverpool zich dusdanig dat ze zich op de laatste speeldag kroonde tot kampioen. Daarnaast wist het de finale van de UEFA Cup te bereiken. Hierin was het met 1-0 te sterk voor Club Brugge. Een seizoen later overtrof Liverpool de prestaties door opnieuw de landstitel en een Europese prijs te winnen. Ditmaal werd de Europacup I gewonnen na een 3-1 overwinning op Borussia Mönchengladbach. Het lukte The Reds zelfs bijna een treble te winnen, maar de FA Cup-finale werd verloren van Manchester United.
Toen Keegan voor de start van het seizoen 1977/78 werd verkocht aan Hamburger SV haalde Paisley Kenny Dalglish op bij Celtic. Kenny Dalglish had direct impact en scoorde 20 doelpunten in zijn eerste 42 competitiewedstrijden. Ook scoorde hij het enige doelpunt in de tweede Europacup I-finale op rij, waarin Liverpool het opnieuw opnam tegen Club Brugge. In de nationale competities bleef succes dat jaar uit. Ondanks een belabberde start van het seizoen 1978/79 wist Liverpool zich dat jaar met een voorsprong van acht punten op Nottingham Forest te kronen tot kampioen. De mannen van Paisley wisten de titel ditmaal weer te prolongeren.
In 1981 eindigde de kampioen van het afgelopen seizoen op de vijfde plaats, maar wist het wel voor de derde maal de Europacup I te winnen door met 1-0 van recordkampioen Real Madrid te winnen. Hetzelfde team stond halverwege het nieuwe seizoen op de elfde plaats, maar na een lange ongeslagen reeks werd alsnog de titel gewonnen en kon ook een League Cup toegevoegd worden aan de prijzenkast. Liverpool wist ook in 1982/83 zowel de competitie als de League Cup te winnen. Die zomer besloot Paisley afscheid te nemen als trainer van de club. Joe Fagan, assistent van Paisley, kreeg de taak om hem op te volgen.

#### Heizeldrama
De 63-jarige Fagan leidde Liverpool in zijn eerste seizoen naar de treble, als eerste Engelse club ooit: het team won de landstitel, de League Cup en de Europacup I. De winst van de League Cup was de vierde op rij, een record. Ian Rush, overgekomen van Chester City, speelde dat seizoen een cruciale rol in het succes van Fagan. Het tweede seizoen onder leiding van de voormalig assistent-trainer (1984-1985) verliep minder voorspoedig. Zo werd de titel verloren aan rivaal Everton en werd de Europacup I-finale verloren van Juventus. Een wedstrijd die getekend werd door het Heizeldrama. 
Voordat de wedstrijd tegen Juventus in het Heizelstadion begon, hadden Liverpool-fans een hek doorbroken dat de twee groepen supporters scheidde. Terwijl de Juventus-fans in veiligheid vluchtten, zorgde de opeenstapeling van mensen tegen een ommuring ervoor dat deze instortte, waarbij 39 fans omkwamen, van wie de meesten Italianen waren. De ineenstorting van de muur leidde tot rellen onder Juventus-fans aan de andere kant van het terrein. Als gevolg hiervan werd de wedstrijd met twee uur uitgesteld, maar daarna toch gespeeld, omdat men vreesde dat het stopzetten ervan tot verder geweld zou leiden. Juventus won met 1-0.
Als gevolg van dit drama werden alle Engelse clubs tot 1990 uitgesloten van Europees voetbal. Na het Heizeldrama besloot Fagan met pensioen te gaan.

#### Kenny Dalglish (1985–1991)
Spits Kenny Dalglish, die ook nog actief was als speler van de club, nam de leiding over als speler-manager. Hoewel de resultaten aanvankelijk te wensen over liet was het uiteindelijk Dalglish zelf die op de slotdag de titel voor Liverpool veiligstelde. Ook bereikte Liverpool de finale van de FA Cup waarin het aantrad tegen Everton. Hoewel de rivaal door een doelpunt van Gary Lineker aan de leiding kwam was het Liverpool die door doelpunten van Ian Rush en Craig Johnston met de prijs aan de haal ging. Na het vertrek van Rush bleef Liverpool een seizoen zonder prijs. Hierop besloot Dalglish zijn team te versterken met Peter Beardsley en John Barnes. Met deze toevoeging wist Liverpool opnieuw het landskampioenschap te veroveren. Ook behaalde het de FA Cup-finale, waardoor het opnieuw een dubbel kon bewerkstelligen, maar de finale werd met 0-1 verloren van Wimbledon.

#### Hillsboroughramp
Tijdens het seizoen 1988/89 keerde Rush terug in Liverpool. De landstitel werd niet behaald, maar wel werd de FA Cup gewonnen. Deze prestatie werd echter overschaduwd door de Hillsboroughramp, slechts enkele jaren na het Heizeldrama. Tijdens de halve finale van de FA Cup tegen het Nottingham Forest van Brian Clough waren er te veel supporters in het stadion, waardoor er een aantal platgedrukt werd tegen de hekken. In totaal vielen er die dag 94 doden, waarna er later nog twee volgden.

#### Laatste kampioenschap
Liverpool startte het nieuwe seizoen, 1989/90, in goede vorm, onder andere met een 9-0 overwinning op het net gepromoveerde Crystal Palace en ondanks een dip in oktober en november wist het team opnieuw de titel te winnen. Dit bleef tot 2020 de laatste landstitel van de club. Op 22 februari 1991, in een verder kleurloos seizoen voor The Reds, kondigde Dalglish zijn vertrek aan. Een andere oud-speler, Graeme Souness, nam zijn rol over.

### Mindere jaren

#### Graeme Souness (1991–1994)
Liverpool was intussen ver achter komen te staan op koploper Arsenal, waardoor het als tweede eindigde. Tijdens zijn eerste volledige seizoen vernieuwde Souness zijn elftal, maar dit resulteerde nog niet in nieuwe successen. Zo eindigde het in de competitie als zesde. Wel werd de FA Cup gewonnen nadat Sunderland met 2-0 werd verslagen in de finale.
Tijdens het bewind van Souness vertrokken belangrijke spelers, zoals Ray Houghton en Steve Staunton, en kwamen er spelers binnen die de verwachtingen niet waar konden maken, waaronder Michael Thomas en Dean Saunders. Souness had meer geluk met een aantal doorgestroomde jeugdspelers. Zo deden Robbie Fowler, Dominic Matteo en Steve McManaman het goed in het eerste elftal en ook de onder Kenny Dalglish aangetrokken Jamie Redknapp en Don Hutchison braken definitief. Rush maakte nog steeds vele doelpunten, ook al was hij de dertig intussen gepasseerd en doelman Bruce Grobbelaar werd vervangen door David James.
Na de oprichting van de Premier League eindigde Liverpool in het eerste seizoen als zesde. Het hele seizoen streed de club geen moment mee om de titel en in maart stonden ze zelfs even op de vijftiende plaats. Na dat seizoen kwamen er twee spelers bij, Nigel Clough en Neil Ruddock. Dit duo paste goed in het team en het volgende seizoen begon Liverpool in vorm te komen. De eerste drie wedstrijden werden makkelijk gewonnen en Clough scoorde viermaal. Vervolgens ging het weer minder en na een nederlaag tegen Tottenham Hotspur, een overwinning tegen Leeds United en nog twee nederlagen, stond de Merseyside-derby op het programma. Tijdens deze wedstrijd kregen McManaman en Grobbelaar ruzie. Er kwam verdeeldheid in de ploeg en de titel leek verder weg dan ooit. Vervolgens mocht Fowler zijn debuut maken en hij scoorde meteen. Vervolgens scoorde hij in de League Cup tegen Fulham vijf keer tijdens een 5-0 overwinning. In de volgende ronde werd Liverpool uitgeschakeld door Wimbledon en in de FA Cup verloor de club van Bristol City. Op 28 januari 1994 diende Souness zijn ontslag in en hij werd opgevolgd door Roy Evans.

#### Roy Evans (1994–1998)
Evans maakte zijn debuut als trainer van de club tijdens een wedstrijd tegen Norwich City. Zijn team eindigde dat seizoen als achtste in de competitie waarbij Fowler 29 doelpunten maakte en werd verkozen tot Young Player of the Year.
Voor het volgende seizoen haalde Evans één nieuwe speler, doelman Michael Stensgaard kwam voor 300.000 pond over van Hvidovre. De trainer was vastbesloten om zijn team in conditie te krijgen en vertelde een aantal van zijn spelers dat ze anders op zoek konden naar een andere club. Tijdens de eerste wedstrijd van het nieuwe seizoen leek zijn aanpak te werken, want Crystal Palace werd met 6-0 verslagen. Vervolgens kocht de club toch nog twee nieuwe spelers, Phil Babb van Coventry City voor 3,75 miljoen pond en John Scales van Wimbledon voor 3,5 miljoen pond. Dat seizoen eindigde Liverpool als vierde in de competitie en won de club de League Cup.
Voor het seizoen 1995/96 werd er een nieuwe spits gekocht. Stan Collymore kwam naar de club voor een bedrag van 8,5 miljoen pond, destijds een Brits record. Hij ging samen met Fowler voorin spelen en veteraan Rush werd gedegradeerd naar de reservebank. Liverpool deed dat seizoen weer eens redelijk mee om de landstitel, maar eindigde uiteindelijk als derde en verloor de finale van de FA Cup van Manchester United.
In het seizoen 1996/97 stond Liverpool een tijd bovenaan in de Premier League, maar de club eindigde als vierde. Ook in de Europacup voor Bekerwinnaars kwam de club ver, maar hier werd in de halve finale verloren van Paris Saint-Germain. Het volgende seizoen eindigde Liverpool weer derde. Dat seizoen werd de doorbraak van Michael Owen door een langdurige blessure van Fowler.

### Wisselende resultaten

#### Gérard Houllier (1998–2004)
Liverpool stelde Fransman Gérard Houllier voorafgaand aan het seizoen 1998/99 aan als co-manager naast Evans. Niet alleen zag Evans de samenwerking niet zitten, ook de slechte resultaten zette deze onder druk. Na een 3-1 nederlaag tegen Tottenham Hotspur besloot Evans de eer aan zichzelf te houden. Onder het solo trainerschap van Houllier verbeterde niet en de club greep dan ook naast Europees voetbal doordat het als zevende eindigde in de Premier League. Het werd ook al vroegtijdig uitgeschakeld in de strijd om de UEFA Cup en FA Cup.
Voorafgaand aan het seizoen 1999/2000 vernieuwde Houllier zijn selectie met het inbrengen van onder andere Sami Hyypiä en Sander Westerveld. Steve McManaman, Paul Ince en David James verlieten daarentegen de club. Gedurende het seizoen werd ook Emile Heskey toegevoegd aan de selectie voor een clubrecord van 11 miljoen pond. Desalniettemin slaagde het team er niet in zich te plaatsen voor de Champions League. Het seizoen 2000/01 groeide uiteindelijk pas aan tot een nieuw successeizoen. Hierin eindigde Liverpool in de competitie op de derde positie en werden de FA Cup, League Cup en UEFA Cup gewonnen. Als gevolg hiervan werd er later dat jaar ook de Community Shield en de UEFA Super Cup gewonnen.
Liverpool's deelname aan de Champions League in 2001/02 bracht de club tot de kwartfinale, waarin het werd uitgeschakeld door Bayer Leverkusen. In de nationale competitie zette Liverpool haar beste resultaat in jaren neer door als tweede te eindigen, zeven punten achter kampioen Arsenal. Het seizoen werd overschaduwd door de hartproblemen van Houllier, waardoor hij drie maanden lang het team niet kon leiden. Zijn assistent Phil Thompson nam zijn werkzaamheden tijdelijk waar.
Een vroege uitschakeling in de Champions League en FA Cup werden enigszins gecompenseerd door de winst van de League Cup. In de Premier League eindige het team als vijfde. In 2003/04 wist Liverpool zich opnieuw te plaatsen voor het miljardenbal van de Champions League nadat het als vierde eindigde. Er werd geen nieuw zilverwerk gewonnen en aan het eind van het seizoen werd dan ook afscheid genomen van Houllier. De fans beschouwden zijn tactiek te verdedigend waardoor de club volgens hen nooit de strijd met Arsenal en Manchester United aan kon gaan.

#### Rafael Benítez (2004–2010)
Spanjaard Rafael Benítez nam de positie van Houllier over. Hij begeleidde Valencia het seizoen ervoor naar de landstitel en winst van de UEFA Cup en zou volgens het bestuur de juiste man zijn om Liverpool terug naar de top te brengen. Zijn eerste seizoen in Engelse dienst eindigde in een teleurstelling met een vijfde eindklassering. In de FA Cup werden ze al vroeg uitgeschakeld door Burnley en de League Cup-finale ging met 3-2 verloren tegen het Chelsea van José Mourinho. Echter boekte het team wél succes in de Champions League. In de finale, die later bekend zou komen te staan als Het Mirakel van Istanbul, stond Liverpool halverwege met 3-0 achter tegen AC Milan. In de tweede helft keerde de wedstrijd volledig om en eindigde het duel in reguliere speeltijd in 3-3. Na een doelpuntloze verlenging moesten er strafschoppen aan te pas komen om de beslissing te bezegelen. Oud-Feyenoorder Jerzy Dudek werd de grote held door als doelman van het team twee strafschoppen te keren.
Voor het volgende seizoen had Liverpool zich door de eindklassering in de Premier League niet geplaatst voor de Champions League, maar werd het als regerend kampioen van dit toernooi door de UEFA toegevoegd aan de eerste voorronde. Deze voorrondes kwam Liverpool door en ook de groepsfase werd overleefd, maar in de knock-outfase werd het uitgeschakeld door Benfica. In het seizoen 2005/06 eindigde het als derde in de competitie en won het na strafschoppen de FA Cup-finale van West Ham United. Ook ditmaal vertolkte de doelman, dit keer Pepe Reina, de hoofdrol door drie van de vier strafschoppen te stoppen.
Het seizoen 2006/07 was het eerste onder de nieuwe eigenaren van de club, de Amerikaanse zakenmannen George Gillett en Tom Hicks. Opnieuw eindigde Liverpool als derde in de Premier League op 21 punten achterstand van landskampioen Manchester United. In zowel de FA Cup als de League Cup werd Liverpool uitgeschakeld door Arsenal, maar in de Champions League reikte het wel tot de finale. In deze finale was wederom AC Milan de tegenstander, maar deze keer wist Liverpool niet te winnen. Filippo Inzaghi scoorde twee keer en Dirk Kuijt kon vlak voor tijd nog iets terugdoen, maar de finale werd met 2-1 verloren.
Die zomer versterkte Benítez zijn team met het aantrekken van Fernando Torres, Ryan Babel en Yossi Benayoun. Echter werd er dat seizoen geen enkele finale bereikt en in de competitie eindigde The Reds als vierde. Halverwege het seizoen 2008/09 ging Liverpool aan kop in de Premier League, maar doordat er in januari 2009 geen enkele wedstrijd werd gewonnen daalde de kansen van Liverpool. Ze eindigde dan ook als tweede achter het Manchester United van Alex Ferguson. Ook in de bekercompetities werd geen nieuw succes behaald. Tijdens het seizoen 2009/10 eindigde Liverpool op een teleurstellende zevende plaats, de slechtste eindpositie sinds 1999. Omdat League Cup-winnaar Manchester United en FA Cup-winnaar Chelsea via de reguliere competitie al een Europees ticket hadden behaald en Portsmouth vanwege financiële problemen Europa niet in mocht kreeg Liverpool een plaats in de UEFA Europa League. Na dat seizoen kwam de positie van Benítez onder druk te staan en werd onder andere clublegende Kenny Dalglish genoemd als mogelijke opvolger.

### Nieuwe eigenaar

#### Roy Hodgson (2010–2011)
De keuze viel uiteindelijk op Fulham-manager Roy Hodgson. Ondanks aankopen als Joe Cole, Christian Poulsen en Paul Konchesky stond de club rond oktober op een gedeelde laatste plaats. Begin oktober 2010 werd de club overgenomen door een nieuwe eigenaar. Hicks en Gillet verkochten de club aan het Amerikaanse bedrijf Fenway Sports Group. Op het veld bleven de prestaties matig. Dit kostte Hodgson in januari 2011 zijn baan, waarna Kenny Dalglish zijn taken overnam.

#### Terugkeer Kenny Dalglish (2011–2012)

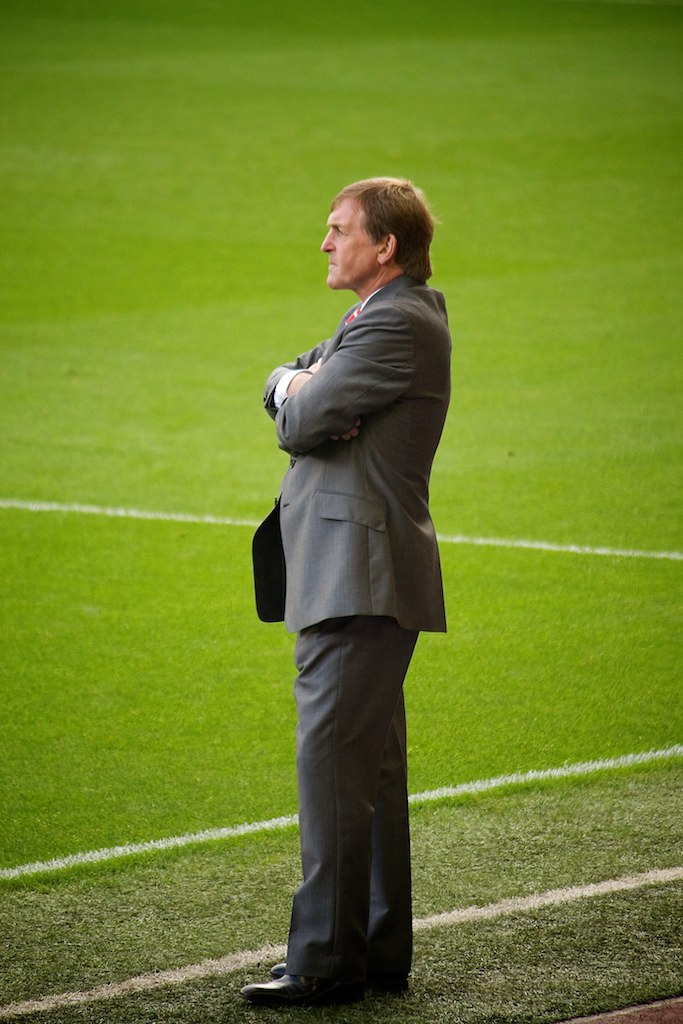
Kenny Dalglish als trainer langs de lijn tegen Bolton Wanderers

De club eindigde onder leiding van Dalglish als zesde. Nadat halverwege het seizoen 2010/11 Luis Suárez en Andy Carroll al waren toegevoegd aan de selectie volgde die zomer onder andere Jordan Henderson en Stewart Downing. Ondanks het ruime transferbudget en de bijbehorende versterkingen eindigde het seizoen op een teleurstellende achtste plaats, het slechtste resultaat in achttien jaar. Wel bereikte het de finales van de FA Cup en de League Cup. De eerste werd met 2-1 verloren van Chelsea, terwijl de tweede na strafschoppen werd gewonnen van Cardiff City. Hierdoor stelde het Europees voetbal veilig. Het seizoen werd ontsierd door het racistische misbruikincident van Suárez in oktober tijdens een wedstrijd tegen Manchester United, waarin hij Patrice Evra racistisch toesprak. Hier kreeg hij een boete van 40.000 pond van en werd hij voor acht wedstrijden geschorst. Op 16 mei 2012 werd bekendgemaakt dat Dalglish ontslagen werd en dat er gezocht zou worden naar een nieuwe coach.

#### Brendan Rodgers (2012–2015)

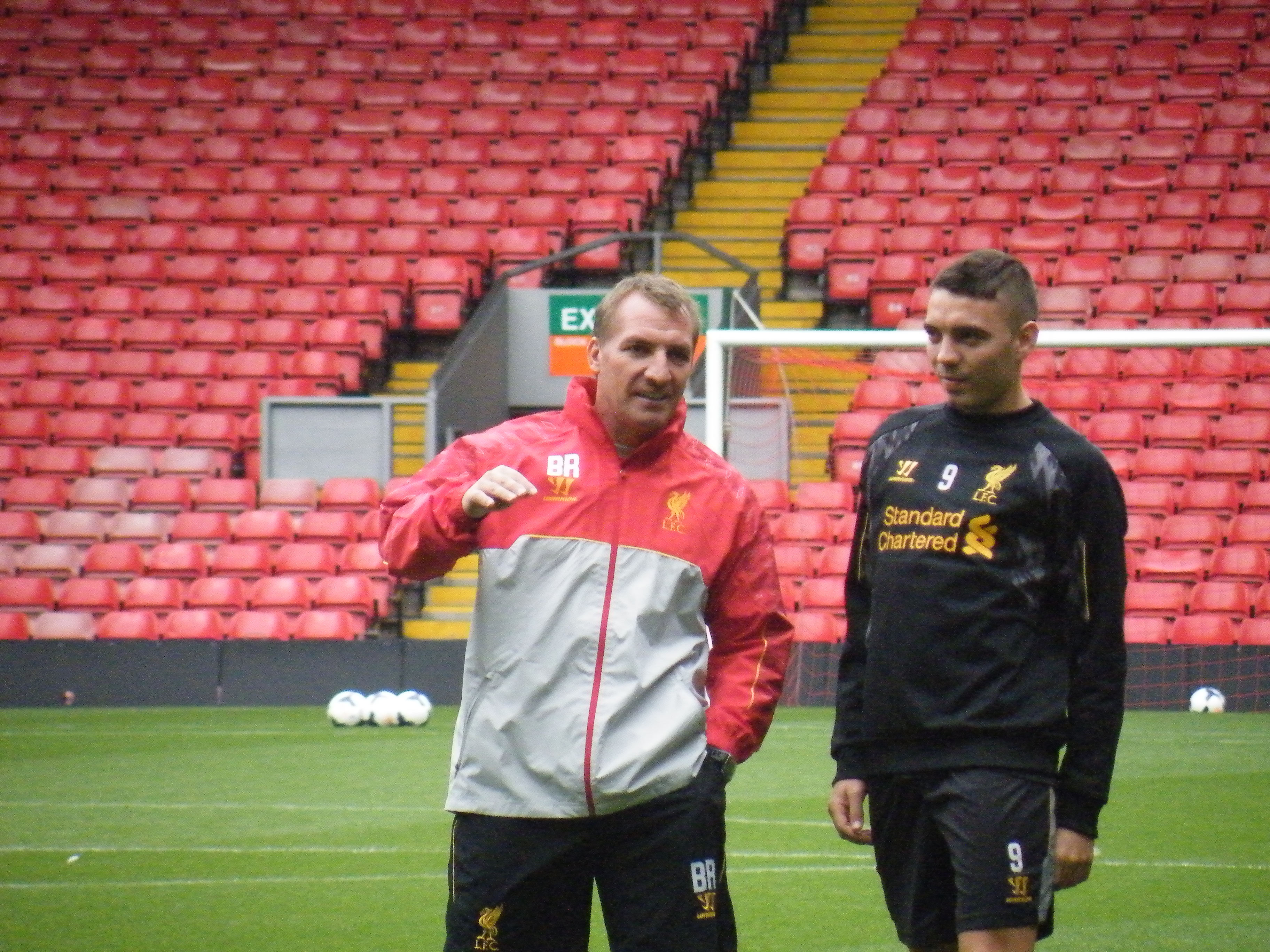
Rodgers met Iago Aspas

De Noord-Ier Brendan Rodgers werd op 1 juni 2012 aangesteld als de nieuwe manager van de club. Hij kwam over van Swansea City, de club die hij in haar eerste Premier League-seizoen op een knappe negende plaats had doen eindigen. Rodgers paste een nieuwe werkwijze toe en besloot al snel om miskoop Andy Carroll te verhuren aan West Ham United. Heel wat spelers, onder wie Dirk Kuijt, Craig Bellamy en Maxi Rodriguez verlieten de club definitief. Joe Allen en Nuri Şahin moesten de nieuwe blikvangers worden. Daarnaast werden in de januari-transferperiode ook nog Daniel Sturridge en Philippe Coutinho aangetrokken.
The Reds kende een lastige start van het seizoen, maar eindigde onder Rodgers in zijn debuutseizoen als zevende. In de UEFA Europa League werd Liverpool uitgeschakeld door het Russische Zenit Sint-Petersburg. Opnieuw kwam Suárez dat seizoen in opspraak door in de arm van Chelsea's Branislav Ivanović te bijten. Hij kreeg hiervoor een schorsing van tien wedstrijden en zou een deel van het volgende seizoen missen.
Ondanks het gemis van Suárez in de eerste wedstrijden van het nieuwe Premier League-seizoen stond de club zelfs enige tijd aan de leiding. Met het duo Suárez-Sturridge streed Liverpool vervolgens tot op de laatste speeldag mee om de landstitel. Het eindigde met 84 punten op de tweede plaats, waardoor de club voor het eerst in vijf seizoenen weer mocht aantreden in de Champions League.
Onder Rodgers braken dit seizoen verschillende jonge spelers definitief door, waaronder Jon Flanagan en Raheem Sterling. Aanvoerder Steven Gerrard, Sturridge en Suárez werden opgenomen in het team van het seizoen en die laatste zou door de journalisten en de Premier League-spelers verkozen worden tot Speler van het Seizoen. Het seizoen hierop volgend eindigde Liverpool op een zevende plaats. Suárez werd voor 75 miljoen pond verkocht aan Barcelona en Steven Gerrard verliet de club, waar hij sinds zijn zesde lid van was, voor een Amerikaans avontuur bij LA Galaxy.
Na een moeizaam begin van het seizoen 2015/16, na acht duels bezette het de tiende plaats, besloot de clubleiding zich te ontdoen van Rodgers. De achttienvoudig landskampioen maakte op de eigen website bekend dat de zoektocht naar een nieuwe manager van start was gegaan.

### Heropleving

#### Jürgen Klopp (2015–2024)

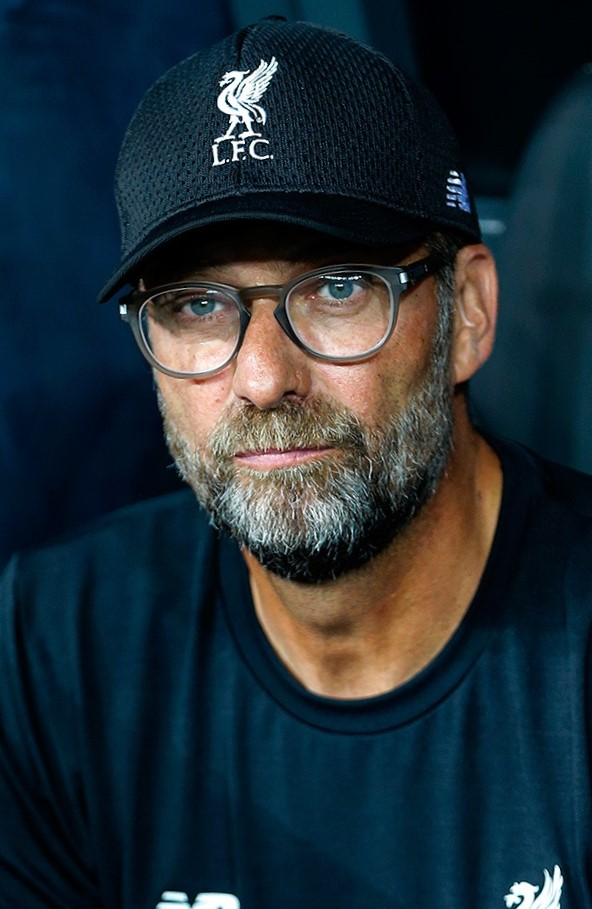
Jürgen Klopp als trainer van The Reds

Op 8 oktober 2015 tekende voormalig Borussia Dortmund-trainer Jürgen Klopp een driejarig contract bij Liverpool. Hij bereikte in zijn eerste jaar zowel de finale van de League Cup als die van de Europa League. Beide werden echter niet gewonnen. In de finale van de Europa League trof het Sevilla, dat met 1-3 te sterk was voor de ploeg van Klopp. De finale van de League Cup werd beslist na strafschoppen in het voordeel van Manchester City. In de Premier League eindigde Liverpool op de achtste plaats. 
Het seizoen daarop verlieten onder meer Christian Benteke, Martin Škrtel en Mario Balotelli Liverpool, dat zich versterkte met onder meer Sadio Mané, Georgino Wijnaldum en Joël Matip. Liverpool eindigde met de nieuwe aanwas als vierde in de competitie. In de FA Cup werden ze al vroeg uitgeschakeld door Wolverhampton Wanderers, terwijl ze in de League Cup tot de halve finale kwamen waarin ze werden uitgeschakeld door Southampton.
Het seizoen daarna kwamen Alex Oxlade-Chamberlain en Mohamed Salah naar Anfield. Mohamed Salah scoorde net als Sadio Mané in het seizoen voordien in zijn Premier League-debuut voor Liverpool. Salah maakte dat seizoen in de Premier League maar liefst 32 doelpunten. Daarmee werd hij topscorer en verbrak hij het record van Alan Shearer in het seizoen 1995/96, Cristiano Ronaldo in het seizoen 2007/08 en Luis Suárez in het seizoen 2013/14 die allemaal 31 keer in een seizoen scoorden. Laatstgenoemde deed het voor dezelfde club. In de winter deed Liverpool een recordtransfer met de aankoop van Virgil van Dijk die voor 75 miljoen pond werd weggehaald bij Southampton en daarmee de duurste verdediger en de duurste Nederlander ooit werd. Diezelfde winter vertrok Philippe Coutinho naar Barcelona voor een recordtransfer van 120 miljoen pond. Liverpool was een van de twee clubs in dat seizoen die de uiteindelijke kampioen Manchester City versloeg. In de EFL Cup werden ze uitgeschakeld door Leicester City en in de FA Cup sneuvelden ze in de vierde ronde tegen West Bromwich Albion. In de derde ronde wonnen ze nog van stadsgenoot Everton door een doelpunt van Van Dijk.
Liverpool werd in de UEFA Champions League eerste in zijn poule met Sevilla, Spartak Moskou en Maribor. In de achtste finales wonnen ze van Porto in twee wedstrijden met 5-0 waardoor ze voor het eerst in negen jaar de kwartfinales van het Europese toernooi haalden. Hierin schakelden ze Manchester City met 5–1 over twee wedstrijden uit. In de halve finales kwamen ze de oude club van Mohamed Salah tegen, AS Roma. Thuis werd er ruim gewonnen met 5–2, maar uit werd er met 4–2 verloren. Dit bleek genoeg om de finale te spelen tegen Real Madrid. In de finale viel viel Salah al na een half uur uit. Na rust scoorde Benzema voor de Spanjaarden. Vier minuten later schoot Mané Liverpool alweer naast De Koninklijke, maar door twee doelpunten van Gareth Bale, waaronder een omhaal, verloren The Reds de finale. In de Premier League eindigde Liverpool vierde waardoor ze zich wel weer kwalificeerden voor het komende seizoen in de Champions League. De wedstrijd werd getekend door blunders van Liverpool doelman Lloris Karius.
In aanloop naar het nieuwe seizoen, 2018/19, versterkte de club zich onder anderen met Alisson Becker, Naby Keïta en Fabinho. Met deze nieuwe impuls begon Liverpool sterker dan ooit aan de competitie door de eerste zes wedstrijden van het seizoen allemaal te winnen. Halverwege het seizoen had het zelfs een voorsprong van zes punten te pakken. Desalniettemin was het Manchester City wat met de titel aan de haal ging. Zij hadden slechts één punt meer dan Liverpool. Voor het tweede seizoen op rij werd de Champions League-finale bereikt. Hiervoor had het een spectaculaire comeback voor nodig in de halve finale van het toernooi. Nadat Barcelona de heenwedstrijd in Camp Nou met 3-0 had gewonnen moest Liverpool op Anfield viermaal scoren. Met blessures van belangrijke spelers als Roberto Firmino, Mohamed Salah en Andrew Robertson leek dit een onmogelijke opgave. Divock Origi en Georgino Wijnaldum groeide uit tot de helden van de wedstrijd, want door hun doelpunten werd dit bewerkstelligd. In de finale rekende Liverpool vervolgens af met het Tottenham Hotspur van Mauricio Pochettino, wat zelf ook op miraculeuze wijze de finale had bereikt. Op 14 augustus 2019 won Liverpool voor de vierde keer de UEFA Super Cup na een 5-4 winst op strafschoppen tegen Chelsea. Daarnaast werd er op 21 december 2019 voor het eerst in de clubhistorie beslag gelegd op het FIFA-wereldkampioenschap voor clubs. In de finale werd CONMEBOL Libertadores-winnaar Flamengo na verlenging met 1–0 verslagen. Met deze drie prijzen in 2019 was Liverpool het eerste Engelse team dat de continentale treble won; UEFA Champions League, UEFA Super Cup en FIFA Club World Cup.
Na het Europese succes volgde in 2019/20 eindelijk weer nationaal succes. Na dertig jaar wachten mochten The Reds eindelijk de kampioensbeker weer eens de lucht in steken. De feestvreugde werd echter overschaduwd door de coronapandemie die verhinderde dat ploeg en publiek de titel samen konden vieren. In het kampioensjaar vestigde Liverpool enkele records, waaronder 24 opeenvolgende thuisoverwinningen, met inbegrip van 7 uit het vorige seizoen. Het bleef thuis ongeslagen en haalde 99 punten, een clubrecord en het op een na hoogste puntenaantal ooit, net na het Manchester City van Josep Guardiola een jaar eerder.
Op 27 februari 2022 won Liverpool haar negende League Cup nadat de strafschoppenserie eindigde in een 11-10 overwinning op Chelsea. Enkele maanden later trad Liverpool opnieuw aan in een Champions League-finale, wederom tegen recordkampioen Real Madrid. De wedstrijd begon een halfuur later in verband met veiligheidsincidenten rondom het Stade de France, waar de finale werd gespeeld. Hierdoor konden fans niet op tijd, of zelfs helemaal niet, naar binnen. De finale werd door Real Madrid met 0-1 gewonnen door een doelpunt van Vinícius Júnior. Dat seizoen wist Liverpool nog wel de FA Cup te winnen, door opnieuw na strafschoppen van Chelsea te winnen, maar in de Premier League moest het weer The Citizens voor zich dulden.
In 2022/23 nam Liverpool opnieuw deel aan de Champions League. Ze werden in hun groep tweede achter Napoli, waar ze in de laatste wedstrijd nog wel met 2-0 van wonnen. Ze troffen vervolgens weer Real Madrid. Na een snelle voorsprong van 2-0 eindigden de wedstrijd op Anfield in 2-5 in het voordeel van de Madrilenen. In het uitduel werd het niet heel spannend meer nadat Karim Benzema het openingsdoelpunt verzorgde. De twee wedstrijden werden gecombineerd 6-2 voor Real Madrid, waardoor het Champions League-avontuur eindigde voor Liverpool. Ook het Premier League-seizoen eindigde dat jaar teleurstellend. Met een vijfde eindklassering werd slechts Europa League-voetbal bereikt.
Het Europa League-seizoen werd in de kwartfinale beëindigd door het Atalanta van onder andere Marten de Roon, Charles De Ketelaere en Teun Koopmeiners. Eerder dat seizoen, op 26 januari 2024, gaf Klopp aan na het seizoen niet meer door te gaan als trainer van Liverpool. Als reden gaf hij aan geen energie meer hebben om de belangrijke taak uit te voeren. Lange tijd leek de club op weg de Duitse succestrainer uit te zwaaien met een zogenaamde quadruple, ofwel het behalen van vier prijzen: Premier League, Europa League, FA Cup en League Cup. Die ambitie werd kracht bijgezet met het winnen van de League Cup op 25 februari. Diep in de verlengingen maakte Virgil van Dijk het enige doelpunt van de finale tegen Chelsea. In de kwartfinale van de FA Cup werd Liverpool echter uitgeschakeld door het Manchester United van Erik ten Hag, dat na een bewogen wedstrijd met 4-3 wist te winnen. In de Europa League was Liverpool topfavoriet, maar de ploeg kwam een verrassende 0-3-nederlaag tegen Atalanta in de kwartfinale niet meer te boven. Ook in de Premier League werd er geen succes behaald. In de loop van april en mei haakte de ploeg door teleurstellende resultaten af in de titelstrijd, waar uiteindelijk Arsenal en Manchester City wél tot de laatste speeldag aan deelnamen. Na afloop van de laatste wedstrijd van het seizoen, een 2-0 overwinning op Wolverhampton Wanderers, werd er uitgebreid afscheid genomen van Klopp, zijn staf met daarin onder andere Pepijn Lijnders, en de spelers Joël Matip en Thiago Alcántara.

#### Arne Slot (2024–heden)
Een dag na de laatste speeldag van het seizoen 2023/24 maakte Liverpool officieel bekend dat Feyenoord-trainer Arne Slot Klopp zou opvolgen als hoofdtrainer van de club. De Nederlander tekende een driejarige overeenkomst bij The Reds en nam zijn assistent-trainer Sipke Hulshoff en fysiektrainer Ruben Peeters mee. Ook op bestuurlijk vlak vonden er enkele wijzigingen plaats bij Liverpool. Zo keerde voormalig sportief directeur Michael Edwards terug als CEO of Football bij eigenaar Fenway Sports Group en werd Richard Hughes, die over kwam van Bournemouth, aangesteld als sportief directeur van de club.
Met Slot aan het roer kende Liverpool een succesvolle start in de competitie en Champions League, waarin de resultaten voor enkele records voor Slot zorgde. Begin december 2024 stond Liverpool bovenaan in zowel de Premier League als de nieuwe opzet van de Champions League. In het vervolg van de Champions League werd Liverpool gekoppeld aan Paris Saint-Germain dat over twee wedstrijden te sterk was voor de club uit Liverpool. In de nationale competitie verliep het seizoen zonder noemenswaardige problemen, terwijl op 16 maart 2025 wel de finale om de EFL Cup verloren ging van Newcastle United. Eind april was er wel reden tot feest, want op 27 april 2025 werd Liverpool officieel kampioen van de Premier League. Slot werd daarmee pas de eerste Nederlandse voetbaltrainer, en Virgil van Dijk de eerste Nederlandse aanvoerder, ooit die de Premier League wist te winnen.

## Erelijst
| Internationaal                                  |     | |
| FIFA Club World Cup                             | 1x  | 2019 |
| Europacup I / UEFA Champions League             | 6x  | 1977, 1978, 1981, 1984, 2005, 2019 |
| UEFA Cup                                        | 3x  | 1973, 1976, 2001 |
| Europese Supercup / UEFA Super Cup              | 4x  | 1977, 2001, 2005, 2019 |
| Nationaal                                       |     | |
| Football League First Division / Premier League | 20x | 1901, 1906, 1922, 1923, 1947, 1964, 1966, 1973, 1976, 1977, 1979, 1980, 1982, 1983, 1984, 1986, 1988, 1990, 2020, 2025 |
| FA Cup                                          | 8x  | 1965, 1974, 1986, 1989, 1992, 2001, 2006, 2022 |
| Football League Cup / EFL Cup                   | 10x | 1981, 1982, 1983, 1984, 1995, 2001, 2003, 2012, 2022, 2024 |
| FA Charity Shield / Community Shield            | 16x | 1965, 1966, 1967, 1975, 1977, 1978, 1980, 1981, 1983, 1987, 1989, 1990, 1991, 2001, 2006, 2022 |
| Football League Super Cup                       | 1x  | 1986 |
| Football League Second Division                 | 4x  | 1894, 1896, 1905, 1962 |
| Regionaal                                       |     | |
| Liverpool Senior Cup                            | 40x | 1893, 1901, 1902, 1903, 1905, 1907, 1909, 1910, 1912, 1913, 1915, 1920, 1925, 1927, 1929, 1930, 1934, 1936, 1937, 1939, 1942, 1943, 1946, 1947, 1948, 1951, 1952, 1962, 1964, 1968, 1977, 1980, 1981, 1982, 1997, 1998, 2002, 2004, 2009, 2010 |
| Sheriff of London Charity Shield                | 1x  | 1906 |

## Clubcultuur

### Tenue

#### Bevroren rugnummers
Naar aanleiding van het overlijden van Diogo Jota in juli 2025 besloot Liverpool zijn rugnummer, 20, in de toekomst niet meer toe te kennen aan spelers.

## Stadion

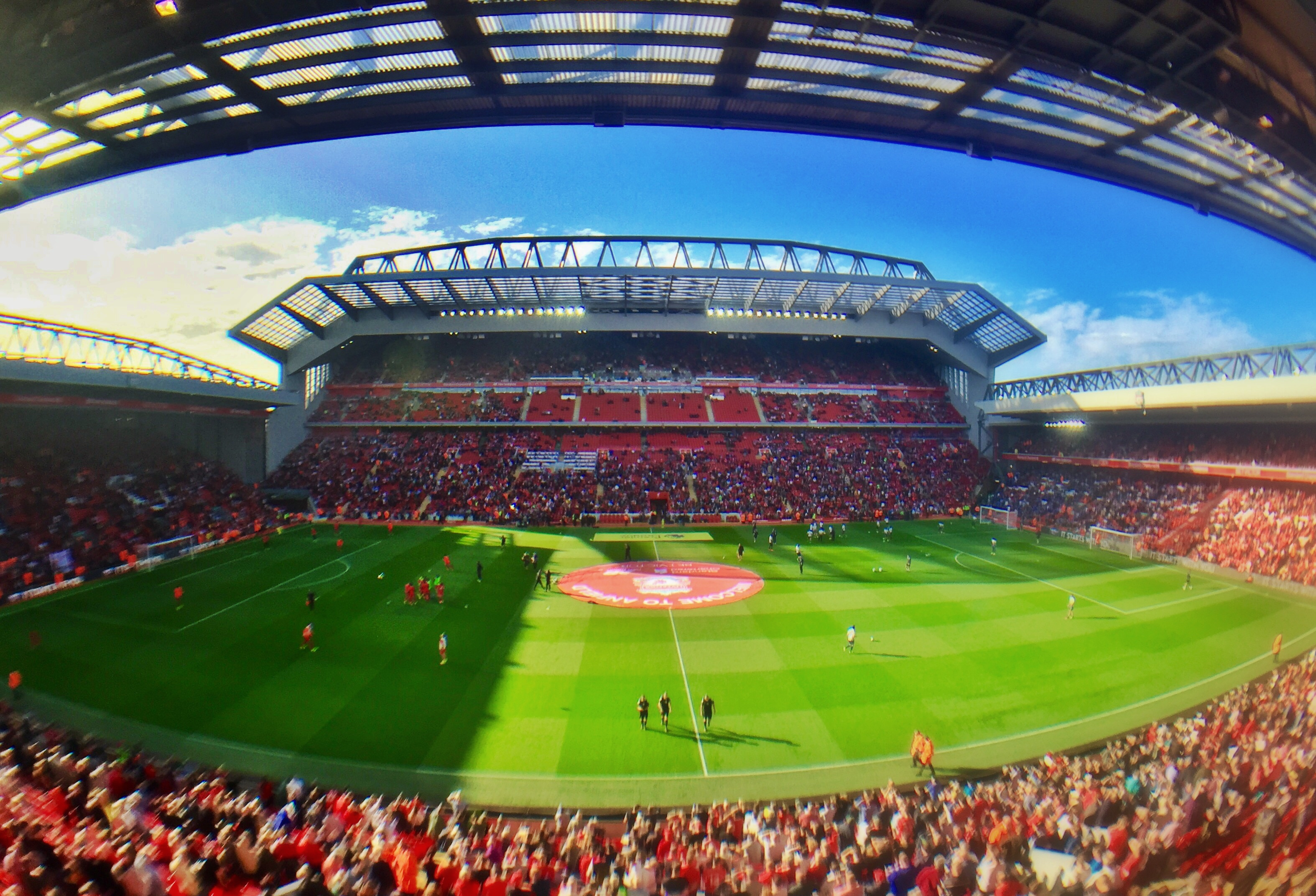
Panorama-foto van het stadion

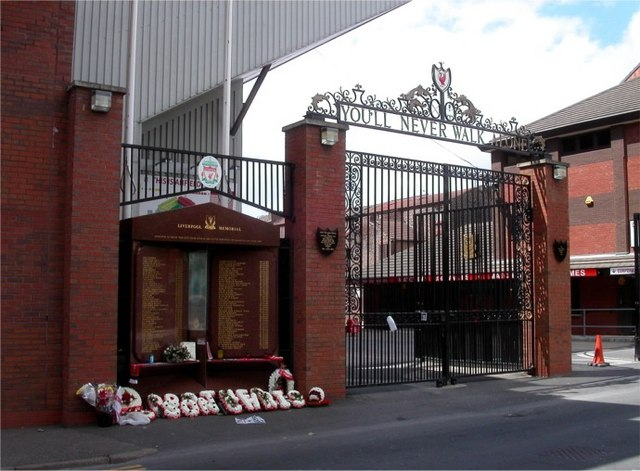
De bekende 'Shankley Gate' en het Hillsborough gedenkteken

### Anfield
Anfield is sinds 1892 de thuishaven van Liverpool Football Club. Daarvoor werd het gebruikt door Everton, maar door een geschil over een betaling werd een nieuwe club opgericht die haar thuiswedstrijden aan Anfield Road zou gaan spelen. Anno 2024 biedt het stadion plaats aan meer dan 61.000 toeschouwers, nadat in de periode 2014–2016 de hoofdtribune en vervolgens de Anfield Road Stand werden verbouwd en uitgebreid. Aan Anfield zijn ook de bekende en historische Bill Shankly en Bob Paisley poorten te vinden, net als het Hillsborough gedenkteken. Het stadion wordt zo nu en dan ook gebruikt door het vrouwenelftal van de club en er vinden concerten plaats.

### Stanley Park
Het Stanley Park Stadium was de projectnaam van een nieuw te bouwen stadion voor The Reds. De eerste plannen hiervoor dateren uit 2002 en betroffen aanvankelijk een stadion voor 55.000 toeschouwers, wat later werd opgeschaald naar 61.000 toeschouwers. Het plan werd in 2006 goedgekeurd, maar in 2012 besloot de voetbalclub het ambitieuze project af te blazen. In plaats daarvan ging het haar huidige onderkomen flink verbouwen en uitbreiden.

## Trainingscomplex

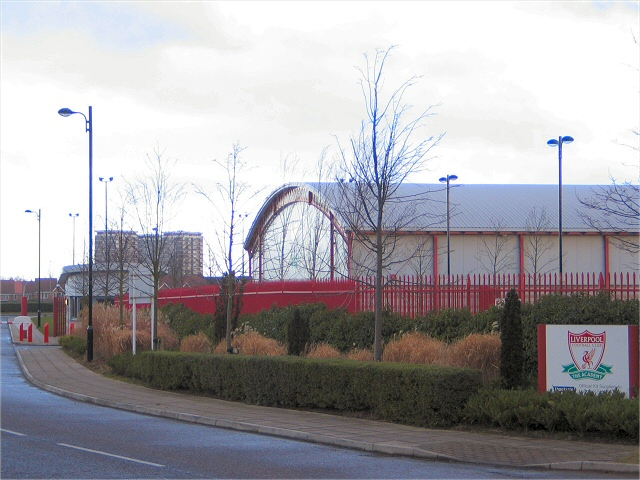
AXA Training Centre in Kirkby, Liverpool

### Melwood
Van de jaren 50 tot aan 2020 was Melwood het trainingscomplex van Liverpool. Daarvoor trainde het team op Anfield. Nadat het enkele jaren geen eigendom meer was van de club werd het in 2023 opnieuw aangekocht, waarna het vrouwenelftal er gebruik van ging maken.

### AXA Training Centre
De jeugdopleiding van The Reds was reeds sinds 1998 gevestigd in Kirkby. In 2018 werd er begonnen met een uitbreiding en modernisering ter waarde van 50 miljoen pond, zodat ook de hoofdmacht van de club op dit complex ondergebracht kon worden. Twee jaar later, in 2020, werd het trainingscomplex officieel door het eerste elftal in gebruik genomen en kwam er een eind aan het verblijf op Melwood.

## Eerste elftal

### Selectie
| Nr.           | Naam                  | Sinds      | Contract   | Vorige club               |
| Doelmannen    | Doelmannen            | Doelmannen | Doelmannen | Doelmannen                |
| ------------- | --------------------- | ---------- | ---------- | ------------------------- |
| 1             | Alisson Becker        | 2018       | 2027       | AS Roma                   |
| 25            | Giorgi Mamardashvili  | 2024       | 2031       | Valencia CF               |
| 28            | Freddie Woodman       | 2025       |            | Preston North End FC      |
| Verdedigers   |                       |            |            |                           |
| 2             | Joe Gomez             | 2015       | 2027       | Charlton Athletic FC      |
| 4             | Virgil van Dijk       | 2018       | 2027       | Southampton FC            |
| 5             | Ibrahima Konaté       | 2021       | 2026       | RB Leipzig                |
| 6             | Milos Kerkez          | 2025       | 2023       | AFC Bournemouth           |
| 12            | Conor Bradley         | 2023       | 2029       |                           |
| 15            | Giovanni Leoni        | 2025       |            | Parma Calcio 1913         |
| 21            | Konstantinos Tsimikas | 2020       | 2027       | Willem II (huur)          |
| 26            | Andy Robertson        | 2017       | 2026       | Hull City AFC             |
| 30            | Jeremie Frimpong      | 2025       | 2030       | Bayer Leverkusen          |
| 46            | Rhys Williams         | 2020       | 2026       | Morecambe FC (huur)       |
| 47            | Calvin Ramsay         | 2022       | 2027       | Kilmarnock FC (huur)      |
| Middenvelders |                       |            |            |                           |
| 3             | Wataru Endo           | 2023       | 2027       | VfB Stuttgart             |
| 8             | Dominik Szoboszlai    | 2023       | 2028       | RB Leipzig                |
| 10            | Alexis Mac Allister   | 2023       | 2028       | Brighton & Hove Albion FC |
| 17            | Curtis Jones          | 2020       | 2027       | Blackburn Rovers (huur)   |
| 19            | Harvey Elliott        | 2021       | 2027       | Fulham FC                 |
| 38            | Ryan Gravenberch      | 2023       | 2028       | FC Bayern München         |
| 42            | Trey Nyoni            | 2023       |            |                           |
| 43            | Stefan Bajcetic       | 2022       | 2027       | Red Bull Salzburg (huur)  |
| 80            | Tyler Morton          | 2024       | 2026       | Hull City AFC (huur)      |
| Aanvallers    |                       |            |            |                           |
| 7             | Florian Wirtz         | 2025       | 2031       | Bayer Leverkusen          |
| 11            | Mohamed Salah         | 2017       | 2027       | AS Roma                   |
| 14            | Federico Chiesa       | 2024       | 2028       | Juventus FC               |
| 18            | Cody Gakpo            | 2023       | 2028       | PSV                       |
| 22            | Hugo Ekitike          | 2025       | 2030       | Eintracht Frankfurt       |

Laatste update: 18 augustus 2025

### Staf
| Functie            | Naam                     | Sinds | Contract | Vorige club     |
| ------------------ | ------------------------ | ----- | -------- | --------------- |
| Hoofdtrainer       | Arne Slot                | 2024  | 2027     | Feyenoord       |
| Assistent-trainers | Aaron Briggs             | 2024  |          | VfL Wolfsburg   |
| Assistent-trainers | Giovanni van Bronckhorst | 2025  |          | Beşiktaş JK     |
| Assistent-trainers | Sipke Hulshoff           | 2024  |          | Feyenoord       |
| Keeperstrainer     | Xavi Valero              | 2025  |          | West Ham United |

Laatste update: 2 juli 2025

## Overzichtslijsten

### Competitieresultaten sinds 1946/47
- 1947 1e
First Division
- 1948 11e
First Division
- 1949 12e
First Division
- 1950 8e
First Division
- 1951 9e
First Division
- 1952 11e
First Division
- 1953 17e
First Division
- 1954 22e
First Division
- 1955 11e
Second Division
- 1956 3e
Second Division
- 1957 3e
Second Division
- 1958 4e
Second Division
- 1959 4e
Second Division
- 1960 3e
Second Division
- 1961 3e
Second Division
- 1962 1e
Second Division
- 1963 8e
First Division
- 1964 1e
First Division
- 1965 7e
First Division
- 1966 1e
First Division
- 1967 5e
First Division
- 1968 3e
First Division
- 1969 2e
First Division
- 1970 5e
First Division
- 1971 5e
First Division
- 1972 3e
First Division
- 1973 1e
First Division
- 1974 2e
First Division
- 1975 2e
First Division
- 1976 1e
First Division
- 1977 1e
First Division
- 1978 2e
First Division
- 1979 1e
First Division
- 1980 1e
First Division
- 1981 5e
First Division
- 1982 1e
First Division
- 1983 1e
First Division
- 1984 1e
First Division
- 1985 2e
First Division
- 1986 1e
First Division
- 1987 2e
First Division
- 1988 1e
First Division
- 1989 2e
First Division
- 1990 1e
First Division
- 1991 2e
First Division
- 1992 6e
First Division
- 1993 6e
Premier League
- 1994 8e
Premier League
- 1995 4e
Premier League
- 1996 3e
Premier League
- 1997 4e
Premier League
- 1998 3e
Premier League
- 1999 7e
Premier League
- 2000 4e
Premier League
- 2001 3e
Premier League
- 2002 2e
Premier League
- 2003 5e
Premier League
- 2004 4e
Premier League
- 2005 5e
Premier League
- 2006 3e
Premier League
- 2007 3e
Premier League
- 2008 4e
Premier League
- 2009 2e
Premier League
- 2010 7e
Premier League
- 2011 6e
Premier League
- 2012 8e
Premier League
- 2013 7e
Premier League
- 2014 2e
Premier League
- 2015 6e
Premier League
- 2016 8e
Premier League
- 2017 4e
Premier League
- 2018 4e
Premier League
- 2019 2e
Premier League
- 2020 1e
Premier League
- 2021 3e
Premier League
- 2022 2e
Premier League
- 2023 5e
Premier League
- 2024 3e
Premier League
- 2025 1e
Premier League

- First Division
- Second Division
- Premier League

ⓘ In 1992 invoering van de Premier League en opheffing van de Fourth Division; in 2004 opheffing van de First, Second en Third Division.

### Seizoensresultaten
| 2002–2003 | 5 | 20 | Premier League | 38 | 18 | 10 | 10 | 61–41  | 64 |
| 2003–2004 | 4 | 20 | Premier League | 38 | 16 | 12 | 10 | 55–37  | 60 |
| 2004–2005 | 5 | 20 | Premier League | 38 | 17 | 7  | 14 | 52–41  | 58 |
| 2005–2006 | 3 | 20 | Premier League | 38 | 25 | 7  | 6  | 57–25  | 82 |
| 2006–2007 | 3 | 20 | Premier League | 38 | 20 | 8  | 10 | 57–27  | 68 |
| 2007–2008 | 4 | 20 | Premier League | 38 | 21 | 13 | 4  | 67–28  | 76 |
| 2008–2009 | 2 | 20 | Premier League | 38 | 25 | 11 | 2  | 77–27  | 86 |
| 2009–2010 | 7 | 20 | Premier League | 38 | 18 | 9  | 11 | 61–35  | 63 |
| 2010–2011 | 6 | 20 | Premier League | 38 | 17 | 7  | 14 | 59–44  | 58 |
| 2011–2012 | 8 | 20 | Premier League | 38 | 14 | 10 | 14 | 47–40  | 52 |
| 2012–2013 | 7 | 20 | Premier League | 38 | 16 | 13 | 9  | 71–43  | 61 |
| 2013–2014 | 2 | 20 | Premier League | 38 | 26 | 6  | 6  | 101–50 | 84 |
| 2014–2015 | 6 | 20 | Premier League | 38 | 18 | 8  | 12 | 52–48  | 62 |
| 2015–2016 | 8 | 20 | Premier League | 38 | 16 | 12 | 10 | 63–50  | 60 |
| 2016–2017 | 4 | 20 | Premier League | 38 | 22 | 10 | 6  | 78–42  | 76 |
| 2017–2018 | 4 | 20 | Premier League | 38 | 21 | 12 | 5  | 84–38  | 75 |
| 2018–2019 | 2 | 20 | Premier League | 38 | 30 | 7  | 1  | 89–22  | 97 |
| 2019–2020 |   | 20 | Premier League | 38 | 32 | 3  | 3  | 85-33  | 99 |
| 2020–2021 | 3 | 20 | Premier League | 38 | 20 | 9  | 9  | 68-42  | 69 |
| 2021–2022 | 2 | 20 | Premier League | 38 | 28 | 8  | 2  | 94-26  | 92 |
| 2022–2023 | 5 | 20 | Premier League | 38 | 19 | 10 | 9  | 75-47  | 67 |
| 2023–2024 | 3 | 20 | Premier League | 38 | 24 | 10 | 4  | 86-41  | 82 |
| 2024–2025 |   | 20 | Premier League | 38 | 25 | 9  | 4  | 86-41  | 84 |

### Liverpool in Europa
Liverpool speelt sinds 1964 in diverse Europese competities. Hieronder staan de competities en in welke seizoenen de club deelnam. De edities die Liverpool heeft gewonnen zijn dik gedrukt:
- Champions League (17x)

2001/02, 2002/03, 2004/05, 2005/06, 2006/07, 2007/08, 2008/09, 2009/10, 2014/15, 2017/18, 2018/19, 2019/20, 2020/21, 2021/22, 2022/23, 2024/25, 2025/26
- Europacup I (12x)

1964/65, 1966/67, 1973/74, 1976/77, 1977/78, 1978/79, 1979/80, 1980/81, 1981/82, 1982/83, 1983/84, 1984/85
- Europa League (6x)

2009/10, 2010/11, 2012/13, 2014/15, 2015/16, 2023/24
- Europacup II (5x)

1965/66, 1971/72, 1974/75, 1992/93, 1996/97
- UEFA Cup (9x)

1972/73, 1975/76, 1991/92, 1995/96, 1997/98, 1998/99, 2000/01, 2002/03, 2003/04
- Jaarbeursstedenbeker (4x)

1967/68, 1968/69, 1969/70, 1970/71
- Super Cup (6x)

1977, 1978, 1984, 2001, 2005, 2019
Bijzonderheden Europese competities:
| Bijzonderheid                 | Datum      | Tegenstander    | Uitslag | Plaats    | Naam            | Aantal |
| ----------------------------- | ---------- | --------------- | ------- | --------- | --------------- | ------ |
| Hoogste overwinning           | 17-09-1974 | Strømsgodset IF | 10-0    | Liverpool |                 |        |
| Hoogste nederlaag             | 07-12-1966 | AFC Ajax        | 1-5     | Amsterdam |                 |        |
| Speler met meeste wedstrijden | 21-02-2013 |                 |         |           | Jamie Carragher | 150    |
| Speler met meeste doelpunten  | 21-01-2025 |                 |         |           | Mohamed Salah   | 50     |

UEFA Club Ranking: 4 (07-07-2025)

## Bekende (oud-)Reds

### Spelers
- Thiago Alcántara
- Trent Alexander-Arnold
- Xabi Alonso
- Nicolas Anelka
- Álvaro Arbeloa
- Milan Baros
- Peter Beardsley
- Craig Bellamy
- Yossi Benayoun
- Matt Busby
- Jamie Carragher
- Ray Clemence
- Philippe Coutinho
- Peter Crouch
- Kenny Dalglish
- Virgil van Dijk
- Jerzy Dudek
- Robbie Fowler
- Cody Gakpo
- Steven Gerrard
- Jordan Henderson
- Emile Heskey
- Sami Hyypiä
- Diogo Jota
- Robbie Keane
- Kevin Keegan
- Dirk Kuijt
- Jari Litmanen
- Paul Ince
- Sadio Mané
- Javier Mascherano
- Steve McManaman
- Simon Mignolet
- James Milner
- Fernando Morientes
- Divock Origi
- Michael Owen
- Jamie Redknapp
- Pepe Reina
- John Arne Riise
- Andy Robertson
- Ian Rush
- Mohamed Salah
- Martin Škrtel
- Graeme Souness
- Raheem Sterling
- Luis Suárez
- Fernando Torres
- John Toshack
- Sander Westerveld
- Georginio Wijnaldum

### Trainers
- Rafael Benítez
- Kenny Dalglish
- Gérard Houllier
- Jürgen Klopp
- Bob Paisley
- Brendan Rodgers
- Bill Shankly
- Arne Slot
- Graeme Souness